# 石狩市立石狩八幡小学校
石狩市立石狩八幡小学校（いしかりしりつ いしかりはちまんしょうがっこう）は、北海道石狩市八幡4丁目にある公立小学校。
校名は、統合された石狩・八幡両校の校名を合わせている。

## 沿革
- 2020年（令和2年）
  - 4月1日 - 石狩小学校と八幡小学校が統合し、開校。
  - 4月6日 - 開校・着任・始業の各式典および第1回入学式挙行。
- 2021年（令和3年）
  - 3月19日 - 第1回卒業証書授与式挙行。
  - 3月24日 - 最初の修了式と離任式を挙行。

## アクセス
- 北海道中央バス
  - 「石狩八幡町」バス停下車後、徒歩約1.1km・約16分。
  - 「トーメン団地」バス停下車後、徒歩約1.5km・約23分。

## 周辺
- 北海道道81号岩見沢石狩線
- 国道231号（石狩街道）
- 石狩北郵便局

## 通学区域
親船町、船場町、本町、横町、仲町、新町、弁天町、浜町、志美、新港東3丁目、親船東1条1丁目・2丁目、親船東2条1丁目・2丁目、親船東3条1丁目・2丁目、若生町、若生、八幡1丁目から5丁目、緑ケ原1丁目・2丁目、北生振、美登位、八幡町及び虹が原

## 進学先中学校
- 石狩市立石狩中学校[2]